# Itatiaya modesta
Espèce
Synonymes
- Centroctenus sai Brescovit, 1996

Itatiaya modesta est une espèce d'araignées aranéomorphes de la famille des Zoropsidae.

## Distribution
Cette espèce est endémique du Brésil. Elle se rencontre dans les États de Rio de Janeiro, de São Paulo et du Minas Gerais.

## Description
Les mâles mesurent de 6,40 à 9,50 mm et les femelles de 9,00 à 13,00 mm.

## Publication originale
- Mello-Leitão, 1915 : Algunas generos e especies novas de araneidos do Brasil. Broteria, vol. 13, p. 129-142.